# Liste der Straßennamen in Lissabon/São Sebastião da Pedreira
Die Liste der Straßennamen in Lissabon/São Sebastião da Pedreira listet Namen von Straßen und Plätzen der früheren Freguesia São Sebastião da Pedreira der portugiesischen Hauptstadt Lissabon auf und führt dabei auch die Bedeutungen und Umstände der Namensgebung an. Aktuell gültige Straßenbezeichnungen sind in Fettschrift angegeben, nach Umbenennung oder Überbauung nicht mehr gültige Bezeichnungen in Kursivschrift.

## Straßen in alphabetischer Reihenfolge
- Avenida Cinco de Outubro
1910 benannt in Erinnerung an den Tag der Ausrufung der Ersten Portugiesischen Republik
- Avenida da República
- Avenida Sidónio Pais
1948 nach dem Militär und Staatspräsidenten Sidónio Pais (1872–1918)
- Avenida Duque d’Ávila
- Avenida Fontes Pereira de Melo
1902 benannt nach dem Staatsmann António Maria de Fontes Pereira de Melo (1819–1887)
- Avenida José Malhoa
1972 benannt nach dem Maler José Malhoa (1855–1933)
- Avenida Luís Bívar
1926 benannt nach Luís Bivar (1827–1904), Präsident der Stadtkammer von Lissabon
- Avenida Praia da Vitória
- Avenida Ressano Garcia
1929 benannt nach dem Ingenieur Ressano Garcia
- Jardim Amália Rodrigues
2000 benannt nach der Sängerin Amália Rodrigues (1920–1999)
- Largo de São Sebastião da Pedreira
- Parque Eduardo VII de Inglaterra
1903 benannt nach dem britischen König Eduard VII. (1841–1910), anlässlich eines Staatsbesuchs
- Praça do Duque de Saldanha
- Rua Andrade Corvo
- Rua António Enes
1902 benannt nach dem Journalisten und Politiker António Enes (1848–1901)
- Rua Augusto dos Santos
- Rua Carlos Testa
- Rua Castilho
- Rua das Picoas
- Rua Artilharia Um
- Rua Ramalho Ortigão
- Rua de São Sebastião da Pedreira
- Rua Dom Francisco Manuel de Melo
- Rua Doutor António Cândido
- Rua Dr. Júlio Dantas
- Rua Dr. Nicolau Bettencourt
- Rua Engenheiro Canto Resende
- Rua Eugénio dos Santos
- Rua Fialho de Almeida
- Rua Filipe Folque
- Rua Henrique Alves
- Rua Joaquim António de Aguiar
- Rua Latino Coelho
- Rua Marquês de Fronteira
- Rua Marquês de Sá da Bandeira
- Rua Marquês de Subserra
- Rua Martens Ferrão
- Rua Padre António Vieira
- Rua Pedro Nunes
- Rua Pinheiro Chagas
- Rua Rodrigo da Fonseca
- Rua Sampaio e Pina
- Rua Tomás Ribeiro
- Rua Viriato
- Travessa de São Sebastião da Pedreira